# Ландшафт географічний

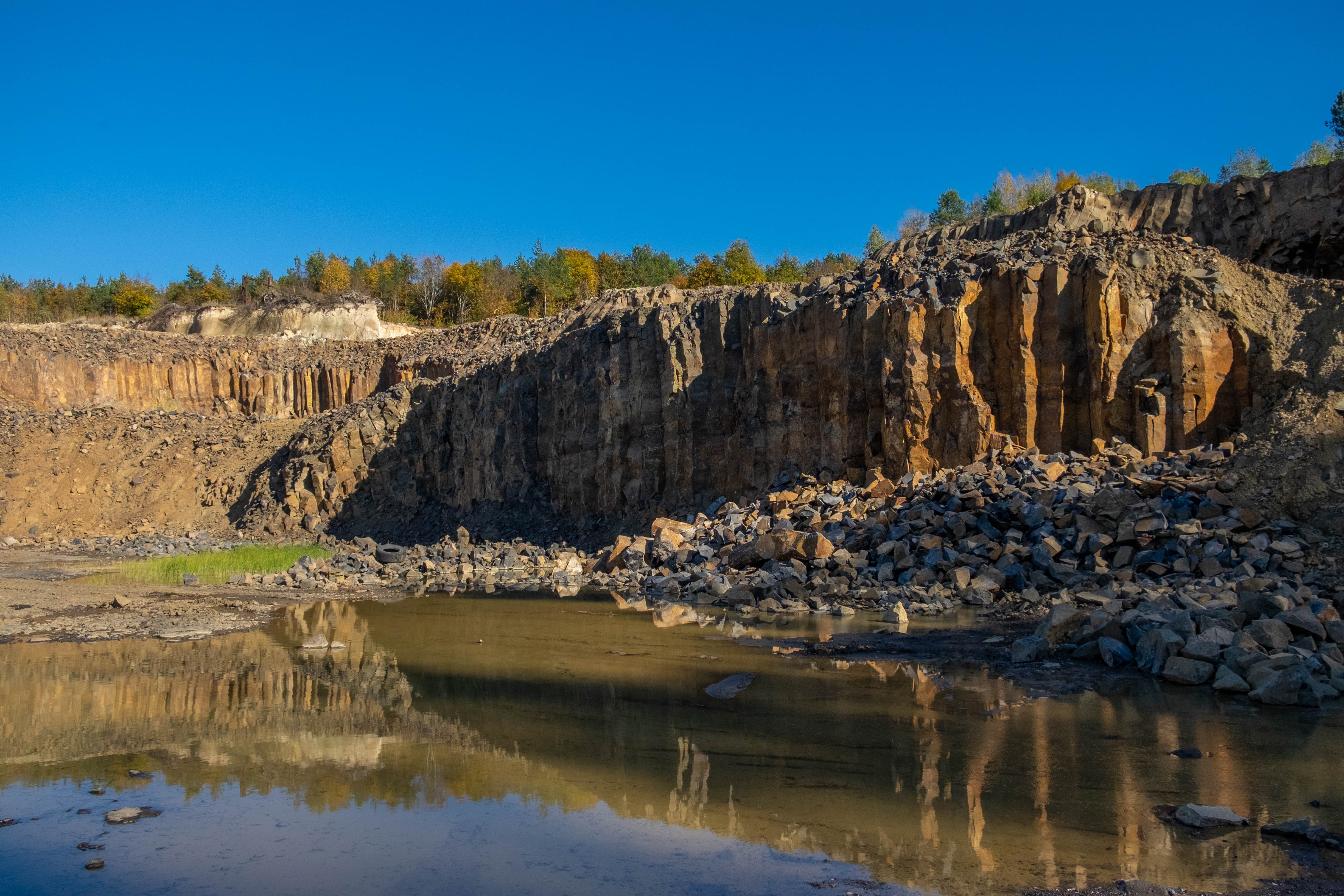
Базальтівський заказник

Ландша́фт географі́чний (рос. ландша́фт географи́ческий, англ. geográphic lándscape, нім. geográphische Landscháft f) (від нім. Landschaft, вигляд простору, краєвид) — цілісна частина ландшафтної оболонки Землі, що утворилася в результаті складної й тривалої взаємодії основних геокомпонентів планети (гірських порід, води, повітря, біоти) в певних (щоразу специфічних) умовах середовища, і як наслідок — набула характерного вигляду в просторі.
Відтак, якщо у загальному розумінні, ландшафт це будь-який простір з характерним виглядом, то у географічному — це простір з характерним виглядом у межах ландшафтної оболонки Землі. Ландшафти мають різні розміри: від невеликих локальних утворень (річкові заплави й тераси, ерозійні яри і балки, гляціальні долини і горби тощо), до геокомплексів регіонального (рівнинні й гірські простори, континенти й океани тощо) й глобального (ландшафтна оболонки Землі) рівня.